# 기타코섬 (다이쇼섬 부근)

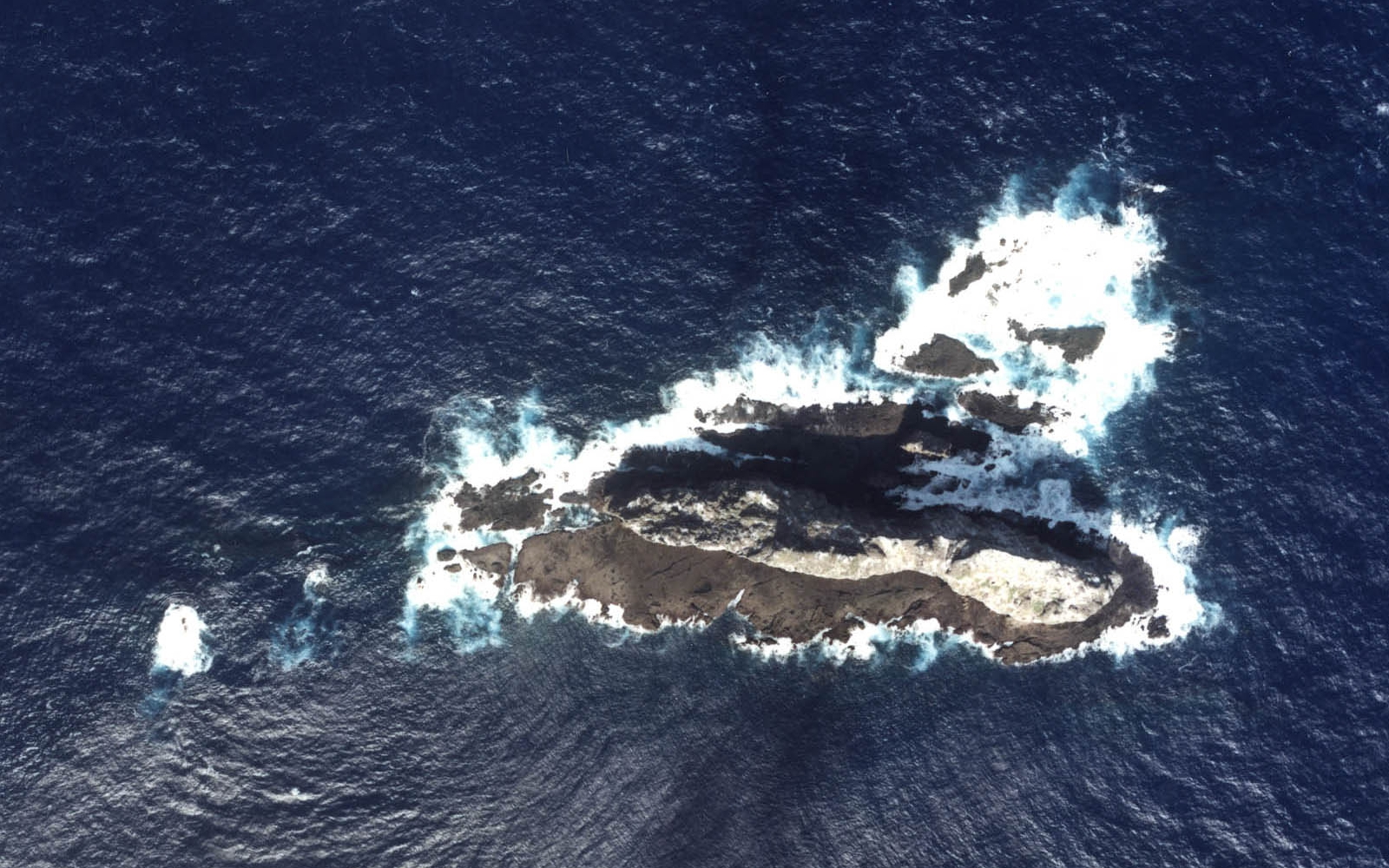
기타코 섬(중국명 치베이베이 섬)

기타코섬(일본어: 北小島 기타코지마[*]) 또는 치베이베이섬(중국어: 赤背北岛)은 다이쇼섬 또는 츠웨이섬 북쪽에 위치한 무인도이다.